# USS LST-666
O USS LST-666 foi um navio de guerra norte-americano da classe LST que operou durante a Segunda Guerra Mundial.